# Jérémy Morel
Jérémy Morel (Lorient, Francia, 2 de abril de 1984) es un exfutbolista malgache-francés que jugaba como defensa.

## Selección nacional
Fue internacional absoluto con Madagascar.

## Clubes
| Club                  | País    | Año       |
| --------------------- | ------- | --------- |
| F. C. Lorient         | Francia | 2002-2011 |
| Olympique de Marsella | Francia | 2011-2015 |
| Olympique de Lyon     | Francia | 2015-2019 |
| Stade Rennais F. C.   | Francia | 2019-2020 |
| F. C. Lorient         | Francia | 2020-2022 |
| U. S. Montagnarde     | Francia | 2022-2023 |

## Palmarés

### Títulos nacionales
| Título                     | Club                  | País    | Año  |
| -------------------------- | --------------------- | ------- | ---- |
| Supercopa de Francia       | Olympique de Marsella | Francia | 2011 |
| Copa de la Liga de Francia | Olympique de Marsella | Francia | 2012 |